# WHA 1972/73
Die Saison 1972/73 war die erste reguläre Saison der World Hockey Association (WHA).
Seit dem April 1971, in dem die World Hockey Association formell gegründet wurde, waren achtzehneinhalb Monate vergangen als am 11. Oktober 1972 erstmals der Puck im Mittelpunkt des Geschehens stand. Bis dahin standen Versprechen, Ankündigungen, Enttäuschungen und Rückschläge im Mittelpunkt. Die ersten Spiele bestritten die Alberta Oilers bei den Ottawa Nationals (Endstand: 7:4) und die Cleveland Crusaders gegen die Québec Nordiques (2:0). Bis zum 13. Oktober griffen alle Teams in den Spielbetrieb ein. Bei den ausgewählten Standorten stand man mit Boston, Chicago, Los Angeles, Minneapolis, New York City und Philadelphia in exakt der Hälfte der Standorte in direkter Konkurrenz zu einem Team aus der National Hockey League. Mit Edmonton, Ottawa, Québec und Winnipeg versuchte man sich Kanada neue Märkte zu erschließen, da dort das Interesse am Eishockey traditionell besonders ausgeprägt war. Mit Cleveland und Houston waren zwei Teams in Städten, die bis dahin noch nicht auf der Landkarte des großen Eishockeys aufgetaucht waren.
Erster Gewinner der Avco World Trophy waren die New England Whalers, die sich klar mit 4–1 gegen die Winnipeg Jets in den Finals durchsetzen konnten.
Die Stars der ersten Spielzeit kamen allesamt aus der NHL. Die populärsten waren Bobby Hull (Winnipeg Jets), der wegen seines Wechsels in die WHA nicht an der Summit Series 1972 teilnehmen durfte, der Verteidiger J. C. Tremblay (Québec Nordiques) sowie die beiden Torhüter Bernie Parent (Philadelphia Blazers) und Gerry Cheevers (Cleveland Crusaders). Für viel Aufsehen sorgte auch der Wechsel von Derek Sanderson, einem Spieler mit sehr hoher Medienpräsenz, zu den Philadelphia Blazers. Doch sein Gastspiel endete auch aus finanziellen Gründen nach nur acht Spielen. Daneben gelang es einigen Spielern, die in der NHL den großen Durchbruch nicht geschafft hatten oder in ihren Teams unzufrieden waren, sich zu den Topspielern der WHA zu entwickeln.
2.479.679 Zuschauer sahen die 468 Spiele der ersten Saison im Schnitt waren das 5.298 pro Spiel. Die NHL hatte zu dieser Zeit ca. 13.750.

## Reguläre Saison

### Modus
Die zwölf WHA-Teams waren in zwei Divisions zu je sechs Teams aufgeteilt. Insgesamt bestritt jedes Team im Verlauf der regulären Saison 78 Saisonspiele, davon 39 auf heimischen Eis und 39 auf dem des gegnerischen Teams. Im Gegensatz zu der in Europa gängigen Methode gegen jede Mannschaft gleich viele Spiele im Saisonverlauf zu bestreiten, traten die Teams der WHA unterschiedlich oft gegeneinander an. So spielten Mannschaften, die derselben Division angehörten, im Verlauf der Saison acht Mal gegeneinander. Gegen jedes Teams der anderen Division wurden je sechs Spiele ausgetragen. Zusätzlich spielte jedes Team zwei weitere Spiele gegen einen „regionalen Nachbarn“. Diese Team-Paare waren Alberta und Winnipeg, Chicago und Minnesota, Cleveland und Philadelphia, Houston und Los Angeles, New England und New York sowie Ottawa und Québec.
Am Ende der regulären Saison qualifizierten sich aus jeder Division die vier bestplatzierten Mannschaften für die Playoffs, die im Anschluss an die reguläre Saison stattfanden und im K.-o.-System ausgetragen wurden. Bei Punktgleichheit zwischen zwei oder mehreren Teams zählte zunächst die größere Anzahl an gewonnenen Spielen. Bestand auch hier Gleichheit, wurde ein Entscheidungsspiel ausgetragen.

### Abschlusstabellen

#### Eastern Division
Abkürzungen: GP = Spiele, W = Siege, L = Niederlagen, T = Unentschieden, GF = Erzielte Tore, GA = Gegentore, Pts = Punkte, Zø = Zuschauerschnitt

Erläuterungen: In Klammern befindet sich die Platzierung innerhalb der Conference;       = Playoff-Qualifikation,       = Divisions-Sieger
| Eastern Division     | GP | W  | L  | T | GF  | GA  | Pts | Zø    |
| -------------------- | -- | -- | -- | - | --- | --- | --- | ----- |
| New England Whalers  | 78 | 46 | 30 | 2 | 318 | 263 | 94  | 6.981 |
| Cleveland Crusaders  | 78 | 43 | 32 | 3 | 287 | 239 | 89  | 5.287 |
| Philadelphia Blazers | 78 | 38 | 40 | 0 | 288 | 305 | 76  | 4.358 |
| Ottawa Nationals     | 78 | 35 | 39 | 4 | 279 | 301 | 74  | 3.226 |
| Québec Nordiques     | 78 | 33 | 40 | 5 | 276 | 313 | 71  | 6.923 |
| New York Raiders     | 78 | 33 | 43 | 2 | 303 | 334 | 68  | 5.868 |

#### Western Division
| Western Division          | GP | W  | L  | T | GF  | GA  | Pts | Zø    |
| ------------------------- | -- | -- | -- | - | --- | --- | --- | ----- |
| Winnipeg Jets             | 78 | 43 | 31 | 4 | 285 | 249 | 90  | 6.102 |
| Houston Aeros             | 78 | 39 | 35 | 4 | 284 | 269 | 82  | 4.616 |
| Los Angeles Sharks        | 78 | 37 | 35 | 6 | 259 | 250 | 80  | 5.982 |
| Minnesota Fighting Saints | 78 | 38 | 37 | 3 | 250 | 269 | 79  | 5.855 |
| Alberta Oilers            | 78 | 38 | 37 | 3 | 269 | 256 | 79  | 3.828 |
| Chicago Cougars           | 78 | 26 | 50 | 2 | 245 | 395 | 54  | 4.589 |

### Beste Scorer
Neben Bobby Hull, der 15 Spiele verpasste und als Topstar der Liga hier zu erwarten war, waren auch Topscorer André Lacroix, der einige Jahre zuvor bei bester Scorer der Philadelphia Flyers war und Christian Bordeleau, dem dasselbe bei den St. Louis Blues gelungen war, keine Überraschung als Topscorer. Auch alle anderen der Top 10 hatten NHL-Erfahrung. Während aber Lawson, Webster, Labossiere und Carleton ihr können schon aufblitzen lassen konnten, waren Ward, Beaudin und Caffery noch völlig unbeschriebene Blätter.
Abkürzungen: GP = Spiele, G = Tore, A = Assists, Pts = Punkte, PIM = Strafminuten; Fett: Saisonbestwert
| Spieler             | Team         | GP | G  | A  | Pts | PIM |
| ------------------- | ------------ | -- | -- | -- | --- | --- |
| André Lacroix       | Philadelphia | 78 | 50 | 74 | 124 | 83  |
| Ron Ward            | New York     | 77 | 51 | 67 | 118 | 28  |
| Danny Lawson        | Philadelphia | 78 | 61 | 45 | 106 | 35  |
| Tom Webster         | New England  | 77 | 53 | 50 | 103 | 89  |
| Bobby Hull          | Winnipeg     | 63 | 51 | 52 | 103 | 37  |
| Norm Beaudin        | Winnipeg     | 78 | 38 | 65 | 103 | 15  |
| Christian Bordeleau | Winnipeg     | 78 | 47 | 54 | 101 | 12  |
| Terry Caffery       | New England  | 74 | 39 | 61 | 100 | 14  |
| Gord Labossiere     | Houston      | 77 | 36 | 60 | 96  | 56  |
| Wayne Carleton      | Ottawa       | 75 | 42 | 49 | 91  | 42  |

### Beste Torhüter
Abkürzungen: GP = Spiele, TOI = Eiszeit (in Minuten), W = Siege, L = Niederlagen, OTL = Overtime/Shootout-Niederlagen, GA = Gegentore, SO = Shutouts, Sv% = gehaltene Schüsse (in %), GAA = Gegentorschnitt; Fett: Saisonbestwert
| Spieler        | Team        | GP | TOI  | W  | L  | T | GA  | SO | GAA  |
| -------------- | ----------- | -- | ---- | -- | -- | - | --- | -- | ---- |
| Gerry Cheevers | Cleveland   | 52 | 3144 | 32 | 20 | 2 | 149 | 5  | 2,84 |
| Joe Daley      | Winnipeg    | 29 | 1718 | 17 | 10 | 1 | 83  | 2  | 2,90 |
| Russ Gillow    | Los Angeles | 38 | 1892 | 17 | 13 | 2 | 96  | 2  | 2,91 |
| Wayne Rutledge | Houston     | 36 | 2163 | 20 | 14 | 2 | 110 | 0  | 3,05 |
| Jack Norris    | Alberta     | 64 | 3702 | 28 | 37 | 3 | 189 | 1  | 3,06 |

## Playoff

### Modus
Nachdem sich aus jeder Division die vier ersten Teams qualifiziert hatten, starten die im K.-o.-System ausgetragenen Play-offs. Die Divisionssieger trafen in den Division Semifinals auf das Viertplatzierten, während die Teams von Platz zwei und drei das jeweils andere Halbfinale austrugen.
Die siegreichen Teams trafen in den Division Finals aufeinander. Die beiden Playoff-Sieger der Divisions trafen in den Finals um die Avco World Trophy aufeinander.
Alle Serien jeder Runde wurden im Best-of-Seven-Modus ausgespielt, das heißt, dass ein Team vier Siege zum Erreichen der nächsten Runde benötigte. Das höher gesetzte Team hatte dabei die ersten beiden Spiele Heimrecht, die nächsten beiden das gegnerische Team. War bis dahin kein Sieger aus der Runde hervorgegangen, wechselte das Heimrecht von Spiel zu Spiel. So hatte die höhergesetzte Mannschaft in Spiel 1, 2, 5 und 7, also vier der maximal sieben Spiele, einen Heimvorteil.
Im Finale begann das Team, das mehr Punkte in der regulären Saison mit einem Heimspiel. Es folgten zwei Auswärtsspiele, bevor es für zwei Spiele wieder nach Hause ging. Wären die Spiele erforderlich gewesen, wäre ein Auswärts- und ein Heimspiel gefolgt.
Bei Spielen, die nach der regulären Spielzeit von 60 Minuten unentschieden standen, folgte die Overtime. Die Drittel dauerten weiterhin 20 Minuten und es wurde so lange gespielt, bis ein Team das erste Tor schoss.

### Playoff-Baum
| Division Semifinals | Division Semifinals       | Division Semifinals |    |                     | Division Finals | Division Finals | Division Finals |  |  | Finale | Finale | Finale |
|                     |                           |                     |    |                     |                 |                 |                 |  |  |        |        |        |
| E1                  | New England Whalers       | 4                   |    |                     |                 |                 |                 |  |  |        |        |        |
| E4                  | Ottawa Nationals          | 1                   |    |                     |                 |                 |                 |  |  |        |        |        |
| E4                  | Ottawa Nationals          | 1                   | E1 | New England Whalers | 4               |                 |                 |  |  |        |        |        |
|                     |                           |                     | E1 | New England Whalers | 4               |                 |                 |  |  |        |        |        |
|                     | E2                        | Cleveland Crusaders | 1  |                     |                 |                 |                 |  |  |        |        |        |
| E2                  | E2                        | Cleveland Crusaders | 1  | Cleveland Crusaders | 4               |                 |                 |  |  |        |        |        |
| E2                  |                           |                     |    | Cleveland Crusaders | 4               |                 |                 |  |  |        |        |        |
| E3                  | Philadelphia Blazers      | 0                   |    |                     |                 |                 |                 |  |  |        |        |        |
| E3                  | Philadelphia Blazers      | 0                   | E1 | New England Whalers | 4               |                 |                 |  |  |        |        |        |
|                     |                           |                     |    | New England Whalers | 4               |                 |                 |  |  |        |        |        |
|                     | W1                        | Winnipeg Jets       | 1  |                     |                 |                 |                 |  |  |        |        |        |
| W1                  | W1                        | Winnipeg Jets       | 1  | Winnipeg Jets       | 4               |                 |                 |  |  |        |        |        |
| W1                  |                           |                     |    | Winnipeg Jets       | 4               |                 |                 |  |  |        |        |        |
| W4                  | Minnesota Fighting Saints | 1                   |    |                     |                 |                 |                 |  |  |        |        |        |
| W4                  | Minnesota Fighting Saints | 1                   | W1 | Winnipeg Jets       | 4               |                 |                 |  |  |        |        |        |
|                     |                           |                     | W1 | Winnipeg Jets       | 4               |                 |                 |  |  |        |        |        |
|                     | W2                        | Houston Aeros       | 0  |                     |                 |                 |                 |  |  |        |        |        |
| W2                  | W2                        | Houston Aeros       | 0  | Houston Aeros       | 4               |                 |                 |  |  |        |        |        |
| W2                  |                           |                     |    | Houston Aeros       | 4               |                 |                 |  |  |        |        |        |
| W3                  | Los Angeles Sharks        | 0                   |    |                     |                 |                 |                 |  |  |        |        |        |

### Division Semifinals (Runde 1)
Die punktgleichen Teams der Minnesota Fighting Saints und der Alberta Oilers aus Edmonton trafen am 4. April 1973 in einem Entscheidungsspiel um den vierten Platz in der Western Division in Calgary Alberta aufeinander. Minnesota gewann das Spiel mit 4:2.

#### Eastern Division
| New England Whalers (1) vs. Ottawa Nationals (4) | New England Whalers (1) vs. Ottawa Nationals (4) | New England Whalers (1) vs. Ottawa Nationals (4) | New England Whalers (1) vs. Ottawa Nationals (4) | New England Whalers (1) vs. Ottawa Nationals (4) | New England Whalers (1) vs. Ottawa Nationals (4) | New England Whalers (1) vs. Ottawa Nationals (4) |
| Datum                                            | Auswärtsteam                                     | Auswärtsteam                                     | Heimteam                                         | Heimteam                                         | Bem.                                             |                                                  |
| ------------------------------------------------ | ------------------------------------------------ | ------------------------------------------------ | ------------------------------------------------ | ------------------------------------------------ | ------------------------------------------------ | ------------------------------------------------ |
| 7. April                                         | Ottawa                                           | 3                                                | 6                                                | New England                                      |                                                  |                                                  |
| 8. April                                         | Ottawa                                           | 3                                                | 4                                                | New England                                      | 1OT                                              |                                                  |
| 9. April                                         | New England                                      | 3                                                | 4                                                | Ottawa                                           |                                                  |                                                  |
| 12. April                                        | New England                                      | 7                                                | 3                                                | Ottawa                                           |                                                  |                                                  |
| 14. April                                        | Ottawa                                           | 4                                                | 5                                                | New England                                      | 1OT                                              |                                                  |
| New England gewinnt die Serie mit 4:1.           |                                                  |                                                  |                                                  |                                                  |                                                  |                                                  |

| Cleveland Crusaders (2) vs. Philadelphia Blazers (3) | Cleveland Crusaders (2) vs. Philadelphia Blazers (3) | Cleveland Crusaders (2) vs. Philadelphia Blazers (3) | Cleveland Crusaders (2) vs. Philadelphia Blazers (3) | Cleveland Crusaders (2) vs. Philadelphia Blazers (3) | Cleveland Crusaders (2) vs. Philadelphia Blazers (3) | Cleveland Crusaders (2) vs. Philadelphia Blazers (3) |
| Datum                                                | Auswärtsteam                                         | Auswärtsteam                                         | Heimteam                                             | Heimteam                                             | Bem.                                                 |                                                      |
| ---------------------------------------------------- | ---------------------------------------------------- | ---------------------------------------------------- | ---------------------------------------------------- | ---------------------------------------------------- | ---------------------------------------------------- | ---------------------------------------------------- |
| 4. April                                             | Philadelphia                                         | 2                                                    | 3                                                    | Cleveland                                            | 1OT                                                  |                                                      |
| 7. April                                             | Philadelphia                                         | 1                                                    | 7                                                    | Cleveland                                            |                                                      |                                                      |
| 8. April                                             | Cleveland                                            | 3                                                    | 1                                                    | Philadelphia                                         |                                                      |                                                      |
| 11. April                                            | Cleveland                                            | 6                                                    | 2                                                    | Philadelphia                                         |                                                      |                                                      |
| Cleveland gewinnt die Serie mit 4:0.                 |                                                      |                                                      |                                                      |                                                      |                                                      |                                                      |

#### Western Division
| Winnipeg Jets (1) vs. Minnesota Fighting Saints (4) | Winnipeg Jets (1) vs. Minnesota Fighting Saints (4) | Winnipeg Jets (1) vs. Minnesota Fighting Saints (4) | Winnipeg Jets (1) vs. Minnesota Fighting Saints (4) | Winnipeg Jets (1) vs. Minnesota Fighting Saints (4) | Winnipeg Jets (1) vs. Minnesota Fighting Saints (4) | Winnipeg Jets (1) vs. Minnesota Fighting Saints (4) |
| Datum                                               | Auswärtsteam                                        | Auswärtsteam                                        | Heimteam                                            | Heimteam                                            | Bem.                                                |                                                     |
| --------------------------------------------------- | --------------------------------------------------- | --------------------------------------------------- | --------------------------------------------------- | --------------------------------------------------- | --------------------------------------------------- | --------------------------------------------------- |
| 6. April                                            | Minnesota                                           | 1                                                   | 3                                                   | Winnipeg                                            |                                                     |                                                     |
| 8. April                                            | Minnesota                                           | 2                                                   | 5                                                   | Winnipeg                                            |                                                     |                                                     |
| 10. April                                           | Winnipeg                                            | 4                                                   | 6                                                   | Minnesota                                           |                                                     |                                                     |
| 11. April                                           | Winnipeg                                            | 3                                                   | 2                                                   | Minnesota                                           | 1OT                                                 |                                                     |
| 15. April                                           | Minnesota                                           | 5                                                   | 8                                                   | Winnipeg                                            |                                                     |                                                     |
| Winnipeg gewinnt die Serie mit 4:1.                 |                                                     |                                                     |                                                     |                                                     |                                                     |                                                     |

| Houston Aeros (2) vs. Los Angeles Sharks (3) | Houston Aeros (2) vs. Los Angeles Sharks (3) | Houston Aeros (2) vs. Los Angeles Sharks (3) | Houston Aeros (2) vs. Los Angeles Sharks (3) | Houston Aeros (2) vs. Los Angeles Sharks (3) | Houston Aeros (2) vs. Los Angeles Sharks (3) | Houston Aeros (2) vs. Los Angeles Sharks (3) |
| Datum                                        | Auswärtsteam                                 | Auswärtsteam                                 | Heimteam                                     | Heimteam                                     | Bem.                                         |                                              |
| -------------------------------------------- | -------------------------------------------- | -------------------------------------------- | -------------------------------------------- | -------------------------------------------- | -------------------------------------------- | -------------------------------------------- |
| 25. April                                    | Los Angeles                                  | 2                                            | 7                                            | Houston                                      |                                              |                                              |
| 27. April                                    | Los Angeles                                  | 4                                            | 2                                            | Houston                                      |                                              |                                              |
| 29. April                                    | Houston                                      | 2                                            | 3                                            | Los Angeles                                  |                                              |                                              |
| 1. April                                     | Houston                                      | 3                                            | 2                                            | Los Angeles                                  | 1OT                                          |                                              |
| 3. April                                     | Los Angeles                                  | 3                                            | 6                                            | Houston                                      |                                              |                                              |
| 1. April                                     | Houston                                      | 3                                            | 2                                            | Los Angeles                                  |                                              |                                              |
| Houston gewinnt die Serie mit 4:2.           |                                              |                                              |                                              |                                              |                                              |                                              |

### Division Finals (Runde 2)

#### Eastern Division
| New England Whalers (1) vs. Cleveland Crusaders (2) | New England Whalers (1) vs. Cleveland Crusaders (2) | New England Whalers (1) vs. Cleveland Crusaders (2) | New England Whalers (1) vs. Cleveland Crusaders (2) | New England Whalers (1) vs. Cleveland Crusaders (2) | New England Whalers (1) vs. Cleveland Crusaders (2) | New England Whalers (1) vs. Cleveland Crusaders (2) |
| Datum                                               | Auswärtsteam                                        | Auswärtsteam                                        | Heimteam                                            | Heimteam                                            | Bem.                                                |                                                     |
| --------------------------------------------------- | --------------------------------------------------- | --------------------------------------------------- | --------------------------------------------------- | --------------------------------------------------- | --------------------------------------------------- | --------------------------------------------------- |
| 18. April                                           | Cleveland                                           | 2                                                   | 3                                                   | New England                                         |                                                     |                                                     |
| 19. April                                           | Cleveland                                           | 2                                                   | 3                                                   | New England                                         |                                                     |                                                     |
| 21. April                                           | New England                                         | 5                                                   | 4                                                   | Cleveland                                           |                                                     |                                                     |
| 22. April                                           | New England                                         | 2                                                   | 5                                                   | Cleveland                                           |                                                     |                                                     |
| 26. April                                           | Cleveland                                           | 1                                                   | 3                                                   | New England                                         |                                                     |                                                     |
| New England gewinnt die Serie mit 4:1.              |                                                     |                                                     |                                                     |                                                     |                                                     |                                                     |

Das favorisierte Team aus Boston hatte keine große Mühe mit den Crusaders, die man in fünf Spielen besiegen konnte.

#### Western Division
| Winnipeg Jets (1) vs. Houston Aeros (2) | Winnipeg Jets (1) vs. Houston Aeros (2) | Winnipeg Jets (1) vs. Houston Aeros (2) | Winnipeg Jets (1) vs. Houston Aeros (2) | Winnipeg Jets (1) vs. Houston Aeros (2) | Winnipeg Jets (1) vs. Houston Aeros (2) | Winnipeg Jets (1) vs. Houston Aeros (2) |
| Datum                                   | Auswärtsteam                            | Auswärtsteam                            | Heimteam                                | Heimteam                                | Bem.                                    |                                         |
| --------------------------------------- | --------------------------------------- | --------------------------------------- | --------------------------------------- | --------------------------------------- | --------------------------------------- | --------------------------------------- |
| 20. April                               | Houston                                 | 1                                       | 5                                       | Winnipeg                                |                                         |                                         |
| 22. April                               | Houston                                 | 0                                       | 2                                       | Winnipeg                                |                                         |                                         |
| 24. April                               | Winnipeg                                | 4                                       | 2                                       | Houston                                 |                                         |                                         |
| 26. April                               | Winnipeg                                | 3                                       | 0                                       | Houston                                 |                                         |                                         |
| Winnipeg gewinnt die Serie mit 4:0.     |                                         |                                         |                                         |                                         |                                         |                                         |

Nur drei Tore gelangen Houston in den vier Spielen. Zu groß war die Dominanz der Jets, die problemlos in vier Spielen den Finaleinzug schafften.

### Avco World Trophy Championship
| New England Whalers (1) vs. Winnipeg Jets (1)                    | New England Whalers (1) vs. Winnipeg Jets (1) | New England Whalers (1) vs. Winnipeg Jets (1) | New England Whalers (1) vs. Winnipeg Jets (1) | New England Whalers (1) vs. Winnipeg Jets (1) | New England Whalers (1) vs. Winnipeg Jets (1) | New England Whalers (1) vs. Winnipeg Jets (1) |
| Datum                                                            | Auswärtsteam                                  | Auswärtsteam | Heimteam | Heimteam                                      | Bem.                                          |                                               |
| ---------------------------------------------------------------- | --------------------------------------------- | --- | --- | --------------------------------------------- | --------------------------------------------- | --------------------------------------------- |
| 29. April                                                        | Winnipeg                                      | 2 N. Beaudin (C. Bordeleau, B. Hull) 10:02 B. Hull 51:07 | 7 R. Ley (J. Dorey, T. Webster) 12:10 T. Webster (T. Williams, P. Hurley) 14:07 T. Earl (T. Sheehy, T. Green) 16:13 J. French 19:37 T. Webster (T. Williams, P. Hurley) 30:55 T. Williams (J. French) 36:01 J. Dorey (T. Sheehy, T. Earl) 43:45                                                                | New England                                   |                                               |                                               |
| 2. Mai                                                           | New England                                   | 7 T. Williams (T. Webster, J. Dorey) 19:46 B. Selwood (T. Williams) 21:47 J. Dorey (T. Williams, T. Webster) 42:19 B. Selby (T. Williams, T. Webster) 43:08 J. French (R. Ley, T. Sheehy) 49:03 J. Cunniff (M. Byers) 36:01 J. French (P. Hurley, L. Pleau) 58:59 | 4 N. Beaudin (B. Hull, L. Hornung) 0:33 C. Bordeleau (B. Hull, N. Beaudin) 19:20 W. Boyer (D. Rousseau, J. Zanussi) 25:59 C. Bordeleau (B. Hull, B. Woytowich) 27:37 | Winnipeg                                      |                                               |                                               |
| 3. Mai                                                           | New England                                   | 3 R. Ley (M. Byers) 34:44 T. Green (R. Ley, T. Webster) 44:23 T. Sheehy (J. French, J. Dorey) 58:56 | 4 B. Hull (C. Bordeleau, N. Beaudin) 15:23 A. McDonald (N. Beaudin, L. Hornung) 19:34 D. Johnson (B. Hull, L. Hornung) 25:21 B. Hull (N. Beaudin, B. Ash) 59:33 | Winnipeg                                      |                                               |                                               |
| 5. Mai                                                           | Winnipeg                                      | 2 B. Hull (C. Bordeleau) 15:50 D. Rousseau (B. Ash) 59:54 | 4 L. Pleau (T. Sheehy, R. Ley) 20:47 M. Byers (T. Earl, J. Dorey) 34:11 T. Sheehy (J. Dorey, B. Selwood) 36:17 M. Byers (T. Earl) 47:17 | New England                                   |                                               |                                               |
| 6. Mai                                                           | Winnipeg                                      | 6 D. Johnson (B. Sutherland) 7:07 N. Beaudin (B. Hull) 17:53 N. Beaudin (C. Bordeleau, A. McDonald) 23:15 M. Black (J. Shymr) 24:02 B. Woytowich (C. Swenson, D. Asmundson) 44:59 D. Asmundson (C. Swenson, S. Cuddie) 58:10                                      | 9 T. Webster (T. Williams, R. Ley) 0:21 L. Pleau 4:43 G. Smith (T. Williams, T. Webster) 11:47 R. Ley 15:43 T. Sheehy (T. Webster, L. Pleau) 18:41 T. Webster (T. Williams, T. Green) 20:15 L. Pleau (T. Sheehy, J. French) 45:24 L. Pleau (T. Sheehy, J. French) 47:31 M. Byers (T. Green, T. Williams) 57:20 | New England                                   |                                               |                                               |
| New England gewinnt die Serie mit 4:1 und die Avco World Trophy. |                                               | | |                                               |                                               |                                               |

Mit den New England Whalers gewann somit das Team, das auch in der regulären Saison die meisten Punkte gesammelt hatte, in der ersten Saison der WHA den Titel. Den Grundstein legte man mit einem Auswärtssieg im zweiten Spiel der Playoffs. Richtig eng war es nur beim einzigen Sieg der Winnipeg Jets in Spiel 3. Den Siegtreffer erzielte Bobby Hull erst zwei Sekunden vor Ende der regulären Spielzeit. Im letzten Spiel sorgten die Whalers, die schon nach 21 Sekunden in Führung gingen, früh für klare Verhältnisse. Fünf Tore im ersten Drittel zeigten den Jets, dass es wohl das letzte Spiel der Saison sein sollte.
Der Topscorer der Playoffs kam aus den Reihen von Winnipeg. Mit zwei Toren im letzten Spiel sicherte sich Norm Beaudin diesen Titel und wehrte den Angriff von Tom Webster ab, der ihm mit vier Punkten im letzten Spiel nahekam.

### Avco-World-Trophy-Sieger
Die 20 Spieler der Whalers setzen sich aus zwei Torhütern, fünf Verteidigern und 13 Angreifern zusammen. Lediglich drei Spieler, die im Saisonverlauf zum Einsatz gekommen waren, zählten nicht zur Siegermannschaft. Mike Hyndman (Chicago Cougars) und Dick Sarrazin (Los Angeles Sharks) waren vor den Playoffs innerhalb der WHA transferiert worden und Ric Jordan wurde nicht auf dem Pokal verewigt, obwohl er mehrere Partien in der Endrunde bestritten hatte.
Neben Cheftrainer und General Manager Jack Kelley wurden folgende Spieler auf die Avco World Trophy, die Meisterschaftstrophäe der WHA, eingraviert:
| Avco-World-Trophy-Sieger New England Whalers | Torhüter: Bruce Landon, Al Smith Verteidiger: Jim Dorey, Ted Green (C), Paul Hurley, Rick Ley, Brad Selwood Angreifer: Kevin Ahearn, Mike Byers, Terry Caffery, John Cunniff, John Danby, Tommy Earl, John French, Larry Pleau, Brit Selby, Tim Sheehy, Guy Smith, Tom Webster, Tommy Williams Cheftrainer und General Manager: Jack Kelley |

### Beste Scorer
Abkürzungen: GP = Spiele, G = Tore, A = Assists, Pts = Punkte, PIM = Strafminuten; Fett: Saisonbestwert
| Spieler      | Team        | GP | G  | A  | Pts | PIM |
| ------------ | ----------- | -- | -- | -- | --- | --- |
| Norm Beaudin | Winnipeg    | 14 | 13 | 15 | 28  | 2   |
| Tom Webster  | New England | 15 | 12 | 14 | 26  | 6   |
| Bobby Hull   | Winnipeg    | 14 | 9  | 16 | 25  | 16  |
| Tim Sheehy   | New England | 15 | 9  | 14 | 23  | 13  |
| Jim Dorey    | New England | 15 | 3  | 16 | 19  | 41  |
| Larry Pleau  | New England | 15 | 12 | 7  | 19  | 15  |

## WHA Awards und vergebene Trophäen
Die neuen Trophäen waren nach einigen Gründern von Teams und wichtigen Personen aus der Organisation der WHA benannt.
| Auszeichnung            | Spieler        | Team                      |
| ----------------------- | -------------- | ------------------------- |
| Gary L. Davidson Trophy | Bobby Hull     | Winnipeg Jets             |
| Bill Hunter Trophy      | André Lacroix  | Philadelphia Blazers      |
| Lou Kaplan Trophy       | Terry Caffery  | New England Whalers       |
| Ben Hatskin Trophy      | Gerry Cheevers | Cleveland Crusaders       |
| Dennis A. Murphy Trophy | J. C. Tremblay | Québec Nordiques          |
| Howard Baldwin Trophy   | Jack Kelley    | New England Whalers       |
| Paul Deneau Trophy      | Ted Hampson    | Minnesota Fighting Saints |

### WHA All-Star Teams

#### WHA First All-Star Team
Abkürzungen: GP = Spiele, G = Tore, A = Assists, Pts = Punkte, W = Siege, SO = Shutouts, GAA = Gegentorschnitt
| Spieler        | Position      | Team                 | GP | G  | A  | Pts |
| -------------- | ------------- | -------------------- | -- | -- | -- | --- |
| André Lacroix  | Center        | Philadelphia Blazers | 77 | 51 | 67 | 118 |
| Danny Lawson   | Flügelstürmer | Philadelphia Blazers | 78 | 61 | 45 | 106 |
| Bobby Hull     | Flügelstürmer | Winnipeg Jets        | 63 | 51 | 52 | 103 |
| J. C. Tremblay | Verteidiger   | Québec Nordiques     | 76 | 14 | 75 | 89  |
| Paul Shmyr     | Verteidiger   | Cleveland Crusaders  | 73 | 5  | 43 | 48  |

| Spieler        | Position | Team                | GP | W  | SO | GAA  |
| -------------- | -------- | ------------------- | -- | -- | -- | ---- |
| Gerry Cheevers | Torhüter | Cleveland Crusaders | 52 | 32 | 5  | 2,84 |

#### WHA Second All-Star Team
Abkürzungen: GP = Spiele, G = Tore, A = Assists, Pts = Punkte, W = Siege, SO = Shutouts, GAA = Gegentorschnitt
| Spieler       | Position      | Team                | GP | G  | A  | Pts |
| ------------- | ------------- | ------------------- | -- | -- | -- | --- |
| Ron Ward      | Center        | New York Raiders    | 77 | 51 | 67 | 118 |
| Tom Webster   | Flügelstürmer | New England Whalers | 82 | 43 | 59 | 102 |
| Gary Jarrett  | Flügelstürmer | Cleveland Crusaders | 77 | 40 | 39 | 79  |
| Jim Dorey     | Verteidiger   | New England Whalers | 75 | 7  | 56 | 63  |
| Larry Hornung | Verteidiger   | Winnipeg Jets       | 77 | 13 | 45 | 58  |

| Spieler       | Position | Team                 | GP | W  | SO | GAA  |
| ------------- | -------- | -------------------- | -- | -- | -- | ---- |
| Bernie Parent | Torhüter | Philadelphia Blazers | 63 | 33 | 2  | 3,61 |